# Амфиктион
Амфиктион (грч. Αμφικτύων) је у грчкој митологији био Деукалионов и Пирин син, који је можда настао и без родитеља, а њиховим посредством.

## Етимологија
Његово име има значење „онај који чврсто спаја“.

## Митологија
Према Аполодору, Амфиктион се оженио Кранајом, кћерком атинског краља Кранаја, кога је збацио са престола. Владао је дванаест година, да би га потом збацио Ерихтоније. Према предању, Амфиктион је кумовао називу града којим је владао, а у част богиње Атине. У доба његове владавине, Дионис је пристигао из Елеутере и Амфиктион га је угостио и успоставио његов култ у светилишту хора. Захвални Дионис га је зато научио да меша вино и воду. Амфиктиону се још приписује и оснивање амфиктионије, религиозног савеза који се старао о верским свечаностима и приношењу жртава, а и чувао је храмове. Оснивање овог савеза су му приписивали Дионисије из Халикарнаса (који га је сматрао Хеленовим сином), Паусанија и други аутори, јер се веровало да је светилиште Амфиктиону подигнуто у селу Антели, које је најстарије познато место где се овај савез окупљао. Међутим, то веровање није базирано на реалним открићима, осим прича у којима се оснивање институција приписивало неком митском хероју. Амфиктион је имао више синова, међу којима и Итона. Еустатије му је приписивао и сина Фиска, кога је имао са Хтонопатром, али други извори наводе да му је то заправо био унук, а да му је син био Етол. Неки извори наводе да се Кранајева кћерка звала Атида и да је Амфиктион са њом имао кћерку непознатог имена, која је са Посејдоном имала сина Керкиона, а са Раром Триптолема. Роберт Гревс је поменуо да је Амфиктионова кћерка била Метанира.

## Тумачење
Име Амфиктион је облик мушког рода имена Амфиктионида, што је име богиње у чију част је основана чувена конфедерација названа „Амфиктионидин савез“. Према неким ауторима, попут Страбона и Калимаха, овај савез је ипак основао Акрисије из Арга. Цивилизовани Грци, за разлику од Трачана, разблаживали су вино водом приликом државних скупова, који су се одржавали у доба бербе у Антели код Термопила, како би спречили пијанства и ексцесе који су могли настати.